# Pozorrubio (Pangasinán)
Pozorrubio  (Bayan ng  Pozorrubio - Ili ti Pozorrubio) es un municipio filipino de primera categoría, situado en la isla de Luzón. Forma parte de la provincia de Pangasinán situada en la Región Administrativa de Ilocos, también denominada Región I.

## Geografía
Situado al nordeste de la provincia colindante al Área Metropolitana de Dagupán. Linda al norte con el municipio de Sisón; al sur con los de Manaoag, de Laoac y de Binalonán; y al oeste con el de San Jacinto.

### Barangays
El municipio  de Pozorrubio se divide, a los efectos administrativos, en 34 barangayes o barrios, conforme a la siguiente relación:
| - Alipangpang - Amagbagan (Claris) - Balacag - Banding - Bantugan - Batakil - Bobonán - Buneg | - Cablong - Casanfernandoán - Castaño - Dilan - Don Benito - Haway - Imbalbalatong - Inomán - Laoac | - Maambal - Malasín - Malokiat - Manaol - Nama - Nantangalán - Palacpalac - Palguyod | - Población I - Población II - Población III - Población IV - Rosario - Sugcong - Talogtog - Tulnac - Villegas |  |

## Historia
Su nombre proviene de la existencia en el lugar de un pozo artesiano que recogía aguas de color rojizo. Fray Domingo Naval, vicario de San Jacinto de Pangasinán, fundada esta localidad, también conocida como Claris el 12 de marzo de 1834.
El 3 de noviembre de 1868 Benito Magono fue elegido su primer gobernadorcillo. 
El Barrio de Claris, ahora Barangay de Amagbagan, se convirtió en sede del nuevo municipio creado el 13 de enero de 1870.
José Sánchez y Agustín Venezuela donaron  el lote de la plaza.

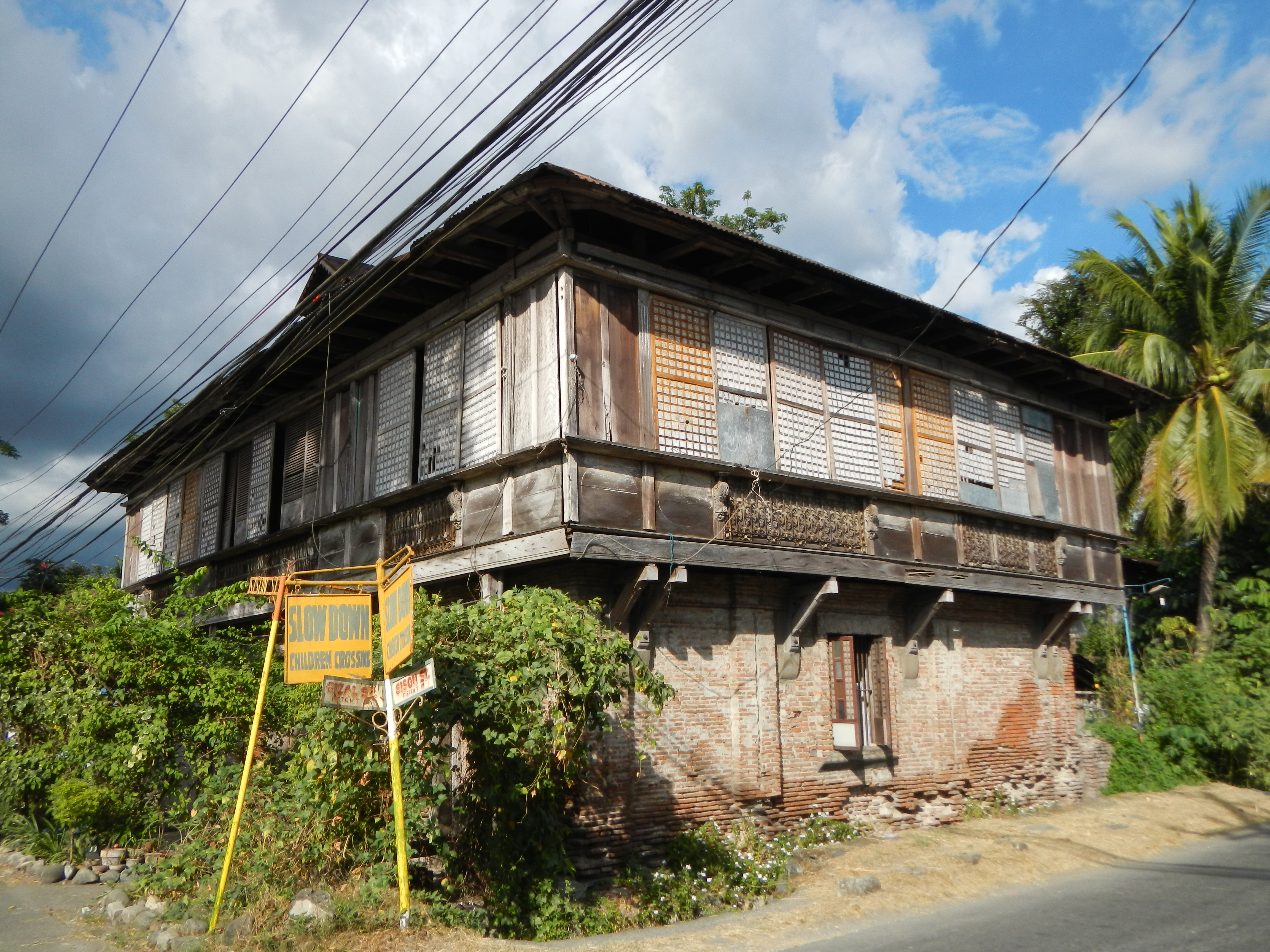
Casa colonial Jovellanos-Venezuela.

La sede del municipio fue trasladada al barrio de  a Cablong, el 18 de diciembre de 1880, el Gobernadorcillo,  Bernardo Olarte, inauguró el nuevo sitio, junto  con el nuevo cura párroco, Joaquin Gonzales, que contaba también con  iglesia parroquial católica y un convento.

## Fiestas patronales
Las fiestas patronales se celebran el 13 de agosto en honor de Santa Filomena, joven virgen mártir, cuyos restos fueron descubiertos en 1802 en las catacumbas de Priscila.

## Patrimonio

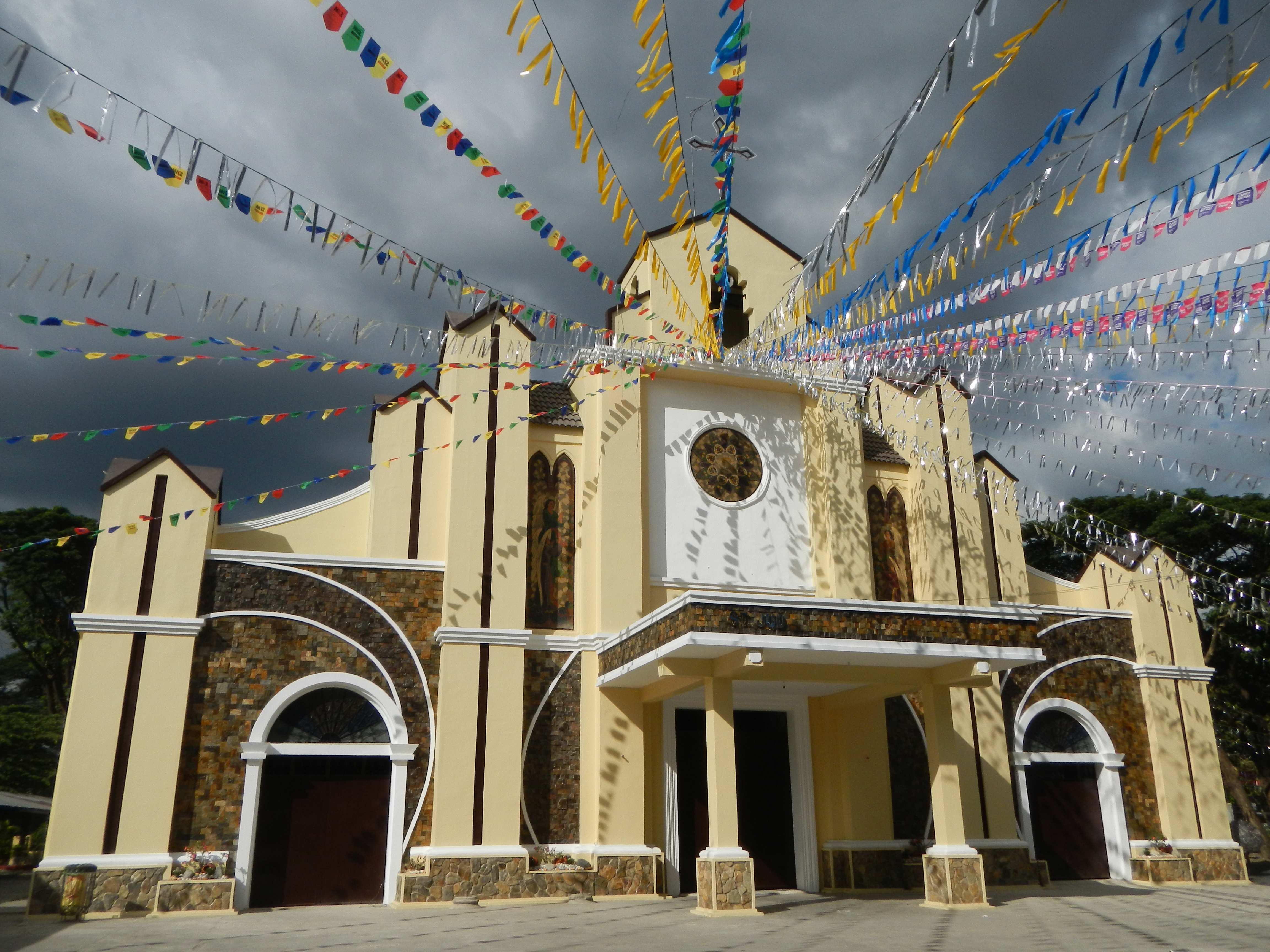
Iglesia de San Judas Tadeo.

En 1880 fue construida la iglesia parroquial católica bajo la advocación de San Judas Tadeo, que hoy se encuentra bajo la jurisdicción de diócesis de Urdaneta en la Arquidiócesis  de Lingayén-Dagupán.